# Gérard Rabinovitch
Pour les articles homonymes, voir Rabinovitch.
 (septembre 2020).
Gérard Rabinovitch est un philosophe et sociologue français, né à Paris en 1948. Il est chercheur au CNRS, membre du CERSES (Centre de Recherche Sens, Éthique, Société), et chercheur associé au Centre de recherche « Psychanalyse, médecine et société » de l’université Paris VII - Denis Diderot. Il enseigne dans plusieurs établissements universitaires français et est professeur invité à la faculté de philosophie et des sciences humaines de l’Université du Minas Gerais (Brésil).

## Biographie
Né en 1948 à Paris, Gérard Rabinovitch est le fils du résistant Léopold Rabinovitch, membre du réseau Carmagnole-Liberté des FTP-MOI de Lyon, déporté comme résistant à Dachau en 1944, et d'Anna, née Portnoï.
Il a accompli plusieurs missions publiques nationales qui lui ont valu reconnaissances de l’État[réf. nécessaire].
Directeur des enseignements universitaires à l’Alliance Israélite Universelle (AIU), Paris, depuis septembre 2011, il a mis en place l’Institut européen Emmanuel Levinas dont il est le concepteur de programmes et dont il s'occupe de la direction.
Gérard Rabinovitch a également une activité importante dans des institutions universitaires et associations culturelles. En 2008, il refonde le Prix annuel des Arts, des Lettres, et des Sciences, de la Fondation Francine et Antoine Bernheim, dont il assure le secrétariat général et la conception des soirées jusqu'en 2020.
Et depuis 2018, Gérard Rabinovitch est le vice-président de l'Institut universitaire européen Rachi à Troyes.

## Distinctions
- Chevalier de l'ordre national du Mérite
- Commandeur de l'ordre des Arts et des Lettres
- Chevalier de l'ordre des Palmes académiques

## Œuvre

### En français

#### Principaux livres
- Éthique et environnement, direction de l'ouvrage, La Documentation Française, 1997.
- Questions sur la Shoah, éd. Milan, coll. « Les essentiels », 2000.
- Le Sourire d’Isaac, L’humour juif comme Art de l’Esprit, éd. Mango/ ARTE éditions Paris, 2002.
- Abraham Joshua Heschel, un Tzaddiq dans la Cité, direction de la publication, Ed. du Nadir, coll. « voix », Paris, 2004.
- Antijudaïsme et Barbarie, direction de la publication avec Shmuel Trigano, Éditions In Press, coll. « Pardes » no 38, 2005.
- Connaissance du Monde juif, direction de la publication avec Évelyne Martini, Éditions du CNDP/CRDP, coll. « Documents », Actes et Rapports, Paris, 2008.
- Comment ça va mal ? : L'humour juif, un art de l'esprit, édition Bréal, 2009.
- De la destructivité humaine. Fragments sur le Béhémoth, PUF, 2009.
- Et vous trouvez ça drôle ?!... Variations sur le propre de l'homme, édition Bréal, 2011[5].
- Terrorisme/Résistance. D’une confusion lexicale à l’époque des sociétés de masse, éd. Le Bord de l’eau, 2014, 72 p[6],[7].
- Les révolutions de Leonard Cohen, direction de la publication avec Chantal Ringuet, Presses de l'Université du Québec, 2016, 292 p. (Lauréat du Canadian Jewish Literary Award 2017).
- Somnambules et Terminators. Sur une crise civilisationnelle contemporaine, éd. Le Bord de l’eau, 2016, 102 p.
- Leçons de la Shoah, éd. Réseau Canopé - Éclairer, 2018, 124 p.
- Crise de l'autorité et de la vérité, désagrégation du politique, direction de la publication, éd Hermann, collection "Questions sensibles", Paris, 2022, 162 p.
- Philosophie clinique. Au chevet de l’animal parlant, éditions Hermann, Paris, 2024, 101 pages.  (ISBN 9791037038968).

#### Principales contributions à des ouvrages collectifs
- « Dans un monde médusé », in Robert Antelme, Essais et témoignages, Ed. Gallimard, Paris, 1996, p. 162-172.
- « De l'humour juif », in Enjeux d'histoire, jeux de mémoire, les usages du passé juif, sous la direction de Jean Marc Chouraqui, Gilles Dorival, Colette Zytnicki, ed. Maisonneuve & Larose, Paris, 2006, p. 167-177.
- « Terrorisme et Résistance, la leçon d’Albert Camus », in Un monde en Trans (dir. Michel Wolkowicz), éd. EDK, Paris, 2009, p. 56-73.
- « Nous avons eu de la chance… »/”We were lucky...”, livret – préface (bilingue français - anglais) au DVD documentaire Figures humaines / Faces of humanity de Rose Lallier et Élisabeth Logak, Les films de l'Amandier, 2011.
- « Fragments sur le Behemoth, notes autour d’un syntagme oxymorique », in Destins de la banalité du mal, dir. Michèle Irène Brudny, et Jean Marie Winkler, éd. de l’Éclat, 2011, p. 51-72.
- « Camps de concentration et d’extermination », in Dictionnaire de la violence, dir. Michela Marzano, éd des PUF. Paris, 2011, p. 183-191.
- « Destructivité », in Dictionnaire de la violence, dir. Michela Marzano, P.U.F., 2011, p. 361-367.
- « Peut-on tout montrer ? », in Mémoire et mémorisation, volume 1: De l'absence à la représentation, sous la direction de Denis Peschanski, édition Hermann, Paris, 2013, p.145-158.
- « Locked-in syndrom, fragments sur le Behemoth (Vers une philosophie clinique) », in L’Homme démocratique, perspectives de recherche (dir. Maria Golebiewska, Andrzej Leder, Paul Zawadzki), éd. PeterLang, Frankfurt, Allemagne, 2014, p. 35-47.
- « Des praticiens dotés d’un regard d’éleveur », in Une médecine de mort  (dir. Jean Marc Dreyfus, Lise Haddad), éd. Vendémiaire, Paris, 2014, p. 139-168.
- « D'un trait mosaïque », in catalogue de l'exposition Gérard Garouste et l'école des Prophètes, musée du Chambon sur Lignon, éd. Artegalore, 2019, p. 28-39.
- « Humour n'est pas sarcasme », in Rire sans foi ni loi ? Rire des dieux rire avec les dieux (dir. Frédéric Gugelot, Paul Zawadzki), éd. Hermann, coll. « Questions sensibles », Paris, 2021, p. 233-247.
- « Avalanches », in Crise de l’autorité et de la vérité : désagrégation du politique, direction de l’ouvrage, éditions Hermann, coll. « Questions sensibles », Paris, 2022, p. 11-26.  (ISBN 979-1-0370-1330-9);

#### Principaux articles dans des revues à comité de lecture
- « Le trafiquant et ses caves », in Travailler, Revue internationale de psychopathologie et psychodynamique du travail, no 7, Laboratoire de psychologie du travail, CNAM, Paris, décembre 2001, p. 195-203.
- « Inquiète ton voisin comme toi-même », notes critiques sur Modernité et Holocauste de Zygmunt Bauman, Travailler, no 10, Revue internationale de psychopathologie et psychodynamique du travail, Laboratoire de Psychologie du Travail, CNAM, Paris, 2003, p. 163-184.
- « Par la voie du Behemoth », in Cliniques méditerranéennes, Revue de psychanalyse et de psychopathologie freudiennes, no 75, Centre interuniversitaire de psychopathologie clinique, Université d’Aix en Provence, éd. Éres, 2007, p. 227-246.
- « Troisième vague; Destructivité, itérations et bijections », in revue Illusio no 14/15, « Théorie critique de la crise », Vol. 3, p. 449-469, octobre 2015[8].

### En portugais (Brésil)

#### Livres
- "Schoà: Sepultos nas Nuvens", Éditora Perspectiva, coll. Khronos, Sao Paulo, Brésil, 2004,  (ISBN 85-273-0698-0).

#### Principales contributions à des ouvrages collectifs
- "Reinterpretar o nazismo para pensar o contemporàneo: algumas pistas", in Dimensoes da violência: conhecimento, subjetividade esofrimento psiquico (dir. M. de Souza, F. Martins, J. Newton de Araùjo), éd. Casa do Psicologo, Sao Paulo, Brésil, avril 2011, p. 215-230.
- "E você acha isso engraçado ?", in Violências e figuras subjetivas: investigações acerca do mal incontrolável. Sous la direction de: Mériti de Souza, Francisco Martins, José Newton Garcia de Araújo, Editora UFSC (Universidad Fédérale de Santa Catarina, 2014, p. 287-303).
- "Sobre uma permanéncia pagâ", in Diàlogos com Eugène Enriquez, A proposito da obra Da horda ao Estado, psicanalise do vinculo social, direction Vanessa Andrade de Barros, Teresa Cristina Carreteiro, Jacyara Rochael Nasciutti, José Newton Garcia de Araùjo, editora FI, Brésil, 2024, p.383-417.

#### Principaux articles dans des revues à comité de lecture
- "Reinterpretar o nazismo para pensar o contemporâneo : algumas pistas", in Psicologia em Revista, vol. 8, no 12, Institut de Psychologie de l’Université catholique de Minas Gerais, Brésil, 2002, p. 45-56.
- "On all power to thingify or the discourse of science", Clinical do social, in Pusional, revista de psicanàlise, ano XVI, no 169, Centro de psicanàlise, Sao Paolo, Brésil, 2003, p. 46-53.
- "Preocupa o teu proximo como a ti mesmo, notas criticas a modernidade e Holocausto", in Agora, no 2, Volume VI, Universidade Federal do Rio de Janeiro, Brésil, 2003, p. 301-320.
- "Figuras da Barbàrie", in Psicologia em revista, no 17, volume 11, ed. PUC Minas, Belo Horizonte, Brésil, 2005, p. 11-28.
- "Algumas confusoes e anomias lexicas na época das sociedades de massa", in revue Veredas do direito, vol. 4, no 7, École supérieure de Droit, Dom Helder Camara, Brésil octobre 2007, p. 45-61.
- "Na via do Behemoth", in Agora: Estudes em Teoria psicanalitica, Universidade Federal do Rio de Janeiro, Brésil, 2008, vol. XI, numéro 1 janv/juin, p. 137-155.

### En anglais

#### Contributions à des ouvrages collectifs
- "In a Petrified World", in On Robert Antelme’s The Human Race, Ed. Northwestern University Press, Illinois, U.S.A., 2003, p. 131-138.

### En bulgare

#### Contributions à des ouvrages collectifs
- « Fragmenti sa Behemota: sa lexicalnata anomia », in Democratiata medii? (dir. Ivaylo Zniepolski), éd. Dom na naukite sa tchoveka i obchtesvoto (Maison des sciences de l’homme et de la société), Sofia, Bulgarie, 2012, p. 135-157.

### En allemand

#### Contributions à des ouvrages collectifs
- "Von der versachlichenden, allmacht und vom wissenschtlichen denken", in Ethik und Wissenschaft in Europa (Die gesellschasftliche, rechtliche und philosophische Debatte), Verlag Karl Alber, 2000, seite 126-140,  (ISBN 978-3-495-47811-0).

### En turc

#### Livres
- Terorizm mi? Direniș mi? Dire Kitle Toplumları Çağında Bir Sözlük Karmașasına Dair, SEL YAYINCILIK / RED KITAPLIĞI, Istanbul, 2016, Traduction: Ișik Ergüden,  (ISBN 978-975-570-848-5).

### En polonais
Livres
- Nauki płinące z Zagłady, Wydawnictwo Akademickie DIALOG, Warszawa, 2019, Traduction: Grażyna Majcher,  (ISBN 978-83-8002-798-5).

## Conception et direction éditoriale de sites internet
- Judaïsme et cultures juives, France 5 Éducation, 2007[9]
- Les enfants dans la Shoah, France 5 Éducation, 2009[10]